# Велианова кућа у Банском
Велианова кућа у Банском налази се у близини централног трга и цркве Свете Тројице. Зграда је пример архитектонског стила - утврђена кућа бугарског препорода (крај 18. века - почетак 19. века). Велианова кућа, осликана фрескама и декорисана, проглашена је спомеником културе од националног значаја објављивањем у „Службеном гласнику“ број 87 из 1967. Отворена је за посетиоце 1977. године.

## Историја
Велианова кућа саграђена је у 18. веку и била је модерна двоспратна зграда од камена и дрвета. За време отоманске владавине, многи Бугари су градили утврђене куће са тајним просторијама, где би се сакривали од налета Турака и бројних одметничких банди. У неким кућама зидови достижу ширину од метар и по. Камено степениште у предсобљу које води до скровишта повезује га са стамбеним нивоом зграде у коме се налазе дневни боравак, трпезарија, женска соба и радна соба.
У 18. веку Банско је цветало као трговински центар. Људи су трговали памуком, дуваном, вином, опијумским маком и разним зачинима из Грчке и Егеја са западном Европом. Одатле су доносили индустријску робу и оружје и тако нагомилали велико богатство. Иваном Хаџирадонов је био један од најбогатијих трговаца памуком у региону. Међутим, банкротирао је јер се памук почео испоручивати из лука у Грчкој до Трста. Отишао је и своју кућу продао општини.
1835. Велиан Огнев је стигао у Банско. Био је међу познатим уметницима Дебарске уметничке школе и стигао је на позив градоначелника Лазара Германа да направи фреске у цркви Свете Тројице. Када су Велиан Огнев и његова два сина (из првог брака са Италијанком) стигли у Банско, он је привремено смештен у овој кући. Након што се настанио у Банском, црквени великодостојници су одлучили да исплате главног сликара не новцем, већ тако што су му дали кућу.
Затим је упознао сестру Неофита Рилског - Софију Бенину, и  оженио се њом. Обновио је кућу и осликао је фрескама. Украсио је зграду изнутра и споља и направио резбарије од дрвета у собама и на веранди, дајући јој нови јединствени изглед.

## Изглед куће
Кућа је саграђена од камена и дрвета, у типичном стилу препорода - два спрата са балконом, са погледом на двориште.
Први спрат се састоји од радионице Усте Велиана и остава. Постојало је тајно одељење, које се састојало од две повезане собе са четворо врата за бег у различитим правцима (врата су зазидана). На другом спрату је пет соба и широка веранда са детаљним резбаријама у дрвету. Велианова кућа била је међу првим бугарским кућама са унутрашњим купатилом и тоалетом - Велиан Огнев је због тога преправио део спољашње терасе, затварајући мали део.
Софијин приватни дневни боравак, назван "Плава соба", најинтимантније је уређен. Овде су приказани пејзажи Венеције и Истанбула. Декорација импресионира својим финим детаљима. Садржи и аутопортрет уметника у романтичарском стилу, где је лице само скица, што потврђује легенду пренету до данас да Велиан Огнев није био тако искусан у цртању људских лица.
Заједничку породичну собу, традиционалну за све куће, где су свако вече седели око стола за вечером, Велиан Огнев украсио је постављањем слика налик огледалима на зидове и резбарењем дрвета дуж полица, све по свом дизајну. Из заједничке собе налазе се врата која воде у женску собу, у којој је радила дама куће; соба са вретеном и разбојем била је карактеристична за сваки дом. Из женске радне собе воде врата до женске собе, намењене мајци са новорођенчетом, и такође имају скривен излаз. Ту је и тунел који повезује кућу са суседом - Сирлештовом кућом. У тој кући је веома добро скровиште и низ хитних излаза.
Стручњаци су касније открили да су власници после Велиана Огнева префарбали неке његове фреске белом бојом. Међу фрескама у кући може се видети и призор са вуковима. Сматра се да су оне међу ретким животињама које стварају породицу за живот. А ако један од пара умре, други остаје усамљеник. Тако је уметник желео да покаже љубав према супрузи Софији.
Али пошто је кућа дуго била без власника пре него што је постала музеј и кров је био у лошем стању, многе фреске су оштећене.
Данас је у кући представљена етнографска изложба, која приказује живот у периоду препорода.